# 主街 (直布罗陀)

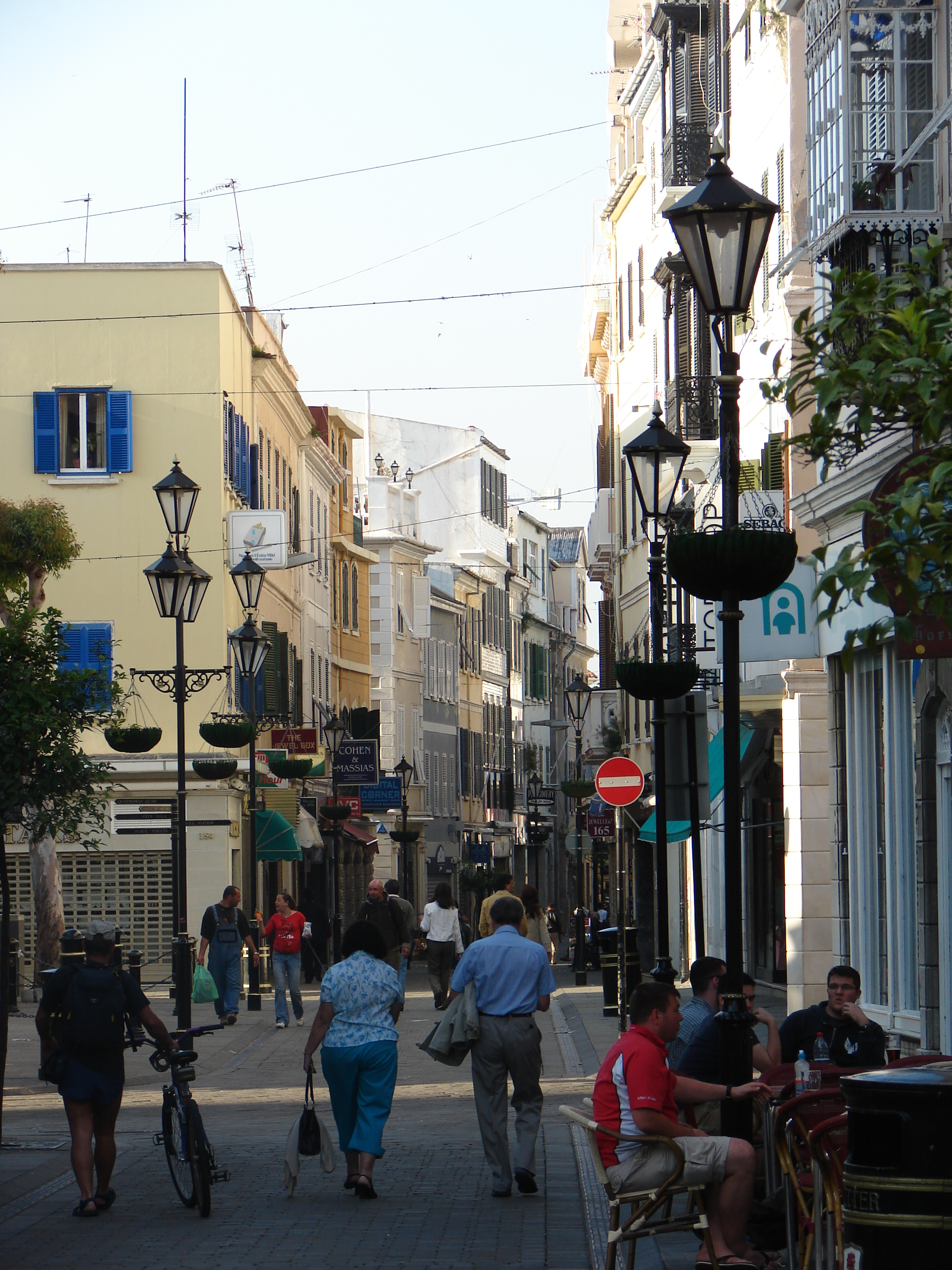
直布罗陀主街

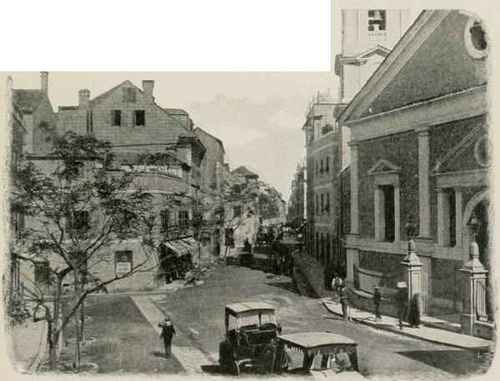
1900年代早期的直布罗陀主街老照片

主街（英语：Main Street；西班牙语：Calle Real），为直布罗陀最主要的交通干道。
历史
直布罗陀主街建立于公元14世纪，并且在1575年西班牙统治时期被称为“非洲之门”（现在被称为南港口之门）。
主街上几乎每一个建筑物都在1779到1783年的直布罗陀大围攻时受到法国和西班牙联军的损坏。 因为当时的主街接近港口并且在舰队炮火的攻击范围之内。
概况
直布罗陀主街为直布罗陀主要的商业街。主街为南北走向，并穿过直布罗陀老城。主街老城段为步行街。

## 主要沿街建筑
- 直布罗陀女修道院
- 直布罗陀圣三一座堂